# Halyk Bank
Halyk Bank est une banque kazakhe, cotée au Kazakhstan Stock Exchange (KASE).

## Historique
En juin 2017, la banque centrale du Kazakhstan annonce que Kazkommertsbank va être acquise par la banque publique Halyk Bank pour un tenge symbolique.